# Vincenzo Orlandini
Vincenzo Orlandini (Roma, 30 agosto 1910 – Roma, 23 ottobre 1961) è stato un arbitro di calcio italiano.
A livello nazionale, si colloca al sesto posto nella graduatoria degli arbitri italiani con più presenze in Serie A (216).

## Biografia
Superò il corso di abilitazione nel 1937 e debuttò in Serie A il 15 dicembre 1946, arbitrando l'incontro tra Venezia e Brescia (1-2).
Arbitrò l'ultima partita in massima serie, tra Bologna e Padova (2-2), il 5 giugno 1960, a cinquant'anni.
Nel 1951 è stato insignito del Premio Giovanni Mauro.
Arbitrò in due edizioni delle Olimpiadi (primato italiano detenuto in coabitazione con Giovanni Mauro). Al torneo olimpico calcistico del 1952 (disputato a Helsinki) diresse, il 16 luglio, Lussemburgo-Gran Bretagna, il 23 luglio, Svezia-Austria e, il 1º agosto, fu l'arbitro della finale per il terzo posto, disputata tra Svezia e Germania.
Alle Olimpiadi del 1960 arbitrò Jugoslavia-Turchia, giocata al Comunale di Firenze, e Ungheria-Francia, giocata allo Stadio Flaminio.
Inoltre, è uno dei cinque direttori di gara italiani ad essere stato selezionato per due edizioni dei mondiali di calcio (assieme a Rinaldo Barlassina, Luigi Agnolin, Pierluigi Collina e Roberto Rosetti.
Ai mondiali di calcio in Svizzera del 1954 arbitrò Uruguay-Scozia e la semifinale Germania Ovest-Austria. Svolse le funzioni di guardalinee nella finalissima di Berna, arbitrata dall'inglese William Ling.
Orlandini venne designato anche per il mondiale di Svezia del 1958, dove arbitrò Paraguay-Scozia.
Diresse poi una gara del secondo turno della Coppa dei Campioni 1959-1960: il 4 novembre 1959, in Lussemburgo, arbitrò Real Madrid-Jeunesse d'Esch. Fece una presenza anche nella Coppa delle Fiere, nella gara London XI-Basilea XI.
Morì nel 1961 all'età di 51 anni, poco dopo aver concluso la carriera arbitrale.